# Мацуока Йосіюкі
Йосіюкі Мацуока (яп. 松岡 義之; нар. 6 березня 1957) — японський дзюдоїст, олімпійський чемпіон 1984 року, призер чемпіонатів світу.

## Виступи на Олімпіадах
| Олімпіада         | Дисципліна | Місце |
| ----------------- | ---------- | ----- |
| Лос-Анджелес 1984 | до 65 кг   | 1     |